# Women's Forum for the Economy and Society
Le Women's Forum for the Economy and Society, abrégé souvent en Women's Forum (en français, Forum des femmes pour l'économie et la société), est une organisation internationale fondée en 2005, organisant des rencontres internationales. Ces forums visent à renforcer la représentativité des femmes et une plus grande mixité hommes-femmes dans tous les organes de pouvoir de la société. Ils s'emploient également à mettre en exergue des projets qui favorisent l'entrepreneuriat des femmes, par l'éducation, par la parité dans l'entreprise et par une présence plus forte des femmes dans les médias. C'est aussi une occasion pour les participantes, et participants, de faire entendre leur voix et leurs visions de l'avenir, et de susciter des engagements.
Le Women's Forum for the Economy and Society a été classé parmi les cinq premiers forums influents dans le monde par le Financial Times en 2007. Détenu et exploité par Publicis Groupe depuis 2011, le Women's Forum est soutenu par des partenariats d'entreprise.

## Historique

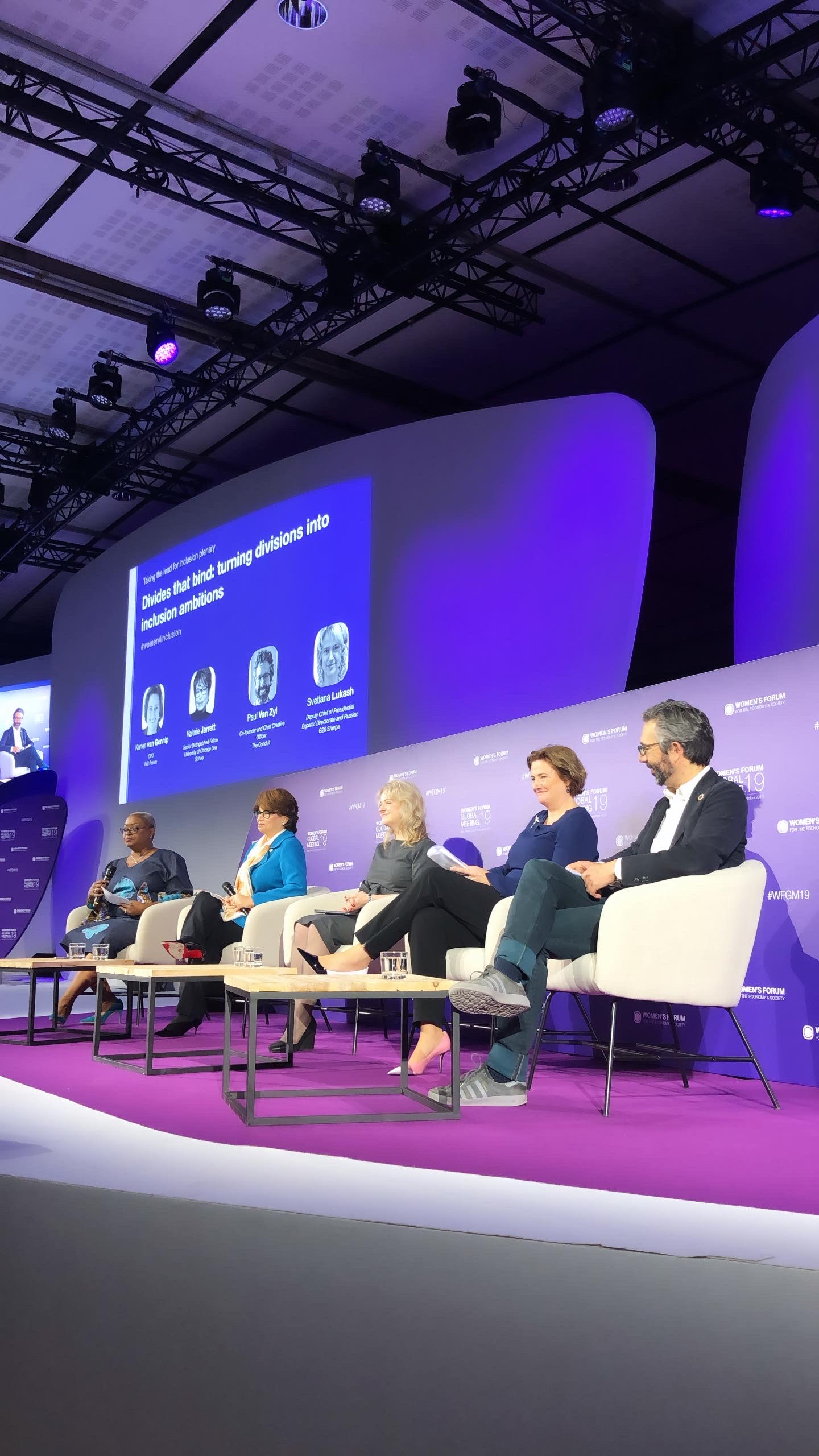
Sommet du Women's forum for the economy and society, Paris.

Le Women's Forum for the Economy and Society a été créé en 2005 par Aude de Thuin, avec le soutien d'un groupe de femmes françaises influentes, dont Véronique Morali, Anne Lauvergeon, Laurence Parisot et Dominique Hériard Dubreuil. Le but de cette organisation était de regrouper des femmes leaders d'opinion pour débattre des moyens de renforcer la contribution des femmes à l'économie et de la société mondiale. Au fameux forum de Davos, réunion annuelle très élitiste des décideurs économiques, créée en 1971 dans un petit village des Alpes suisses, Aude de Thuin avait remarqué une présence essentiellement masculine. Au Women's forum, les participants ont pour profession de foi : « les femmes doivent prendre leurs responsabilités », tout en précisant : « aux côtés des hommes bien sûr ». « Le Forum n'est pas un lieu de combat contre les inégalités mais un lieu d'échange et de débats. La voix des femmes doit enfin être entendue, respectée, écoutée et comprise».
La première édition, en 2005, a rassemblé 500 personnes, dont Taslima Nasreen, Élisabeth Guigou l'ancienne ministre débattant avec Laurence Parisot, présidente du Medef. On pouvait y croiser également Barbara Hendricks, Irène Frain, Simone Veil, Françoise Héritier ou Yves Coppens.
En septembre 2009, Publicis Groupe, le troisième plus grand groupe de communication du monde, a acquis une participation majoritaire dans cette organisation,. Le Women's Forum compte également 70 multinationales dans ses sponsors. De janvier 2011 à octobre 2014, Véronique Morali en a tenu la présidence,. La présidence a été reprise en décembre 2014 par Clara Gaymard jusqu’en décembre 2018 où elle a été remplacée par Anne-Gabrielle Heilbronner,. En janvier 2017, Chiara Corazza est nommée directrice générale ; elle était auparavant à la tête de l'Agence d'investissement du Grand Paris (GPIA). Kristen Scott Thomas est par ailleurs nommée présidente d'honneur du Women's Forum. Depuis lors, l'organisation s’est dotée d’un comité stratégique composé de sept multinationales, dont Axa, Bayer, Microsoft et BNP Paribas. En mars 2021, Audrey Tcherkoff est nommée directrice générale du Women's Forum ; elle est également présidente exécutive de l'Institut de l'Économie Positive fondé par Jacques Attali. En Janvier 2024, Isabelle Gélinet-Vidal est nommée Managing Director du Women's Forum. 
Souvent surnommé par la presse le « Davos des femmes », le Women's Forum promeut un « féminisme de marché », selon l’expression de la sociologue Sophie Pochic. Aude de Thuin définit également le WF, dont elle est la fondatrice, comme une « entreprise commerciale, à l’image de Davos ». Le Monde diplomatique observe que le WF s'appuie sur de puissants relais médiatiques : « Chaque année, [le forum] bénéficie d’une couverture élogieuse du Figaro, du magazine Elle, mais aussi de Challenges, des Échos ou de La Tribune, qui sont ses partenaires. »

## Sensibilité politique
Le Forum regroupe majoritairement des femmes d'affaires libérales, tant sur les questions économiques que sur les sujets de société, mais comprend aussi des personnalités proches de la droite conservatrice. Aude de Thuin souligne : « le fait que je sois une féministe pragmatique a beaucoup servi le Women’s Forum, qui, ainsi, n’a jamais pu être accusé d’être vindicatif ou radical ». Elle rejette ainsi le féminisme égalitariste, expliquant que « la complémentarité entre hommes et femmes [demeure] essentielle, en politique comme dans le monde économique. »
Emmanuel Macron est invité à venir s’exprimer au Women's Forum pendant sa campagne présidentielle de 2017. C'est la première fois depuis sa création que l'organisation invite un prétendant à l’Élysée. Dans les semaines qui suivent, deux de ses dirigeantes annoncent officiellement soutenir sa candidature (tandis qu'une autre, Anne Méaux, prenait part à la campagne électorale en tant que conseillère de François Fillon). Par la suite, plusieurs de ses ministres ont été invités au WF, comme Muriel Pénicaud (ministre du travail) et Agnès Pannier-Runacher (ministre déléguée chargée de l’industrie), mais aussi Astrid Panosyan la cofondatrice du parti En marche !. En octobre 2019, le gouvernement confie une mission à la directrice générale du WF, Chiara Corazza, concernant le poids des femmes dans la direction des entreprises.

## Les rendez-vous
Une réunion mondiale est organisée chaque année, à Deauville, en octobre, qualifiée de « Davos » des femmes. Cette réunion rassemble désormais entre 1 000 et 1 500 participant(e)s. La  réunion mondiale d'octobre 2012 a comporté deux lauréats du prix Nobel de la paix, l'avocate iranienne Shirin Ebadi et Leymah Gbowee, travailleuse sociale du Libéria, ainsi que Cherie Blair, Clara Gaymard, Viviane Reding, Stéphane Richard, Dominique Reiniche, Najat Vallaud-Belkacem, Melanne Verveer, et une délégation de 40 femmes africaines influentes, dont la Sud-Africaine Lindiwe Mazibuko. La neuvième édition du Women’s Forum, en octobre 2013, a été consacrée aux 3 C (concurrence, coopération, créativité) avec la présence, notamment, de Ann M.Fudge (ancienne directrice de Young & Rubicam), de Abigail Disney (petite-nièce de Walt Disney et cinéaste engagée), de Shai Reshef (fondateur de l’University of the People), de Meena Ganesh (TutorVista ), de Vivek Wadhwa (Singularity University), de Bertrand Piccard (Solar impulse), de Fleur Pellerin (ministre française chargée des PME, de l’innovation et de l’économie numérique), d'Antoine Frérot (PDG de Veolia Environnement), de Mercedes Erra (coprésidente exécutive d’Havas Worldwide), de Pol Polman (PDG d'Unilever) sans oublier une délégation de 35 femmes russes.
Un certain nombre de forums plus réduits, en Chine, au Brésil, en Espagne, etc. sont également organisés. Et en Birmanie en décembre 2013, sur une idée de Aung San Suu Kyi, en présence de Irène Frain écrivain, de Christine Lagarde, Directrice Générale du Fonds monétaire international, Aurélie Filippetti, ministre de la Culture et de la Communication, Christophe de Margerie, PDG de Total, Christopher Viehbacher, PDG de Sanofi, et Umran Beba, Vice-Présidente et directrice des ressources humaines de PepsiCo Asia, Middle East & Africa.
Le Women's Forum a été financé par des multinationales (Engie, McKinsey, Sodexo ou encore Renault). La société organisatrice du forum, Wefcos, présente désormais, en 2019 un chiffre d’affaires de 6,6 millions d’euros, notamment grâce au prix du ticket d’entrée (3 000 à 4 000 euros).

## Les actions de promotion et d'accompagnement
Cartier Women's Initiative Awards est un concours, créé en 2006 par Cartier et le Women's Forum, avec le soutien de la société de conseil McKinsey & Company et l'INSEAD. Cinq femmes entrepreneurs, une par continent, sont récompensés chaque année, sur la base d'un plan d'affaires ou business plan. Chacun reçoit un accompagnement sur mesure pour une année complète, une subvention de 20 000 $ et un trophée exclusif conçu par Cartier. Le concours comprend deux épreuves: la sélection des finalistes en juin sur la base de leurs plans d'affaires à court et à la sélection des lauréats en octobre sur la base de leurs plans d'affaires détaillés.
Rising Talents, animé par Virginie Morgon, vise à distinguer de jeunes femmes talentueuses, potentiellement appelées à devenir des personnalités influentes dans nos économies et nos sociétés. En partenariat avec Egon Zehnder International et Eurazeo, l'initiative est un exemple des valeurs défendues par le Forum des femmes depuis sa création. Chaque année, quelque 20 jeunes femmes sont invités à participer au Women's Forum et à rejoindre le réseau Rising Talents, qui comprend plus de 100 membres,,.
CEO Champions, lancé en 2010 en partenariat avec Ernst & Young, est un club de chefs d'entreprise et de cadres dirigeants qui travaillent sur l'avancement des femmes dans le secteur privé.
Women in Media est une initiative conjointe du Women's Forum, de Deloitte Touche Tohmatsu et de voxfemina, en partenariat avec la chaîne de télévision française TF1, France Media Monde, Marie Claire et Le HuffigtonPost. . Elle sert à promouvoir la voix des femmes dans les médias, et à renforcer leur présence. Elle procède par du coaching individuel, par des enquêtes et par une série de séminaires pratiques.
Women for change, créé en 2013 par la Fondation Orange, le Women’s Forum, et le magazine Marie Claire, valorise le rôle des femmes dans le développement de leur pays. Il est constitué de deux bourses de 25 000 euros chacune.
Actions réalisées par le passé
Le Diversity Club for Business est une initiative créée par le Boston Consulting Group. Elle regroupe des entreprises engagées dans la promotion de la diversité. En 2011, ce club comprenait les sociétés membres suivants : American International Group (AIG), le cabinet d'avocat August & Debouzy, Barclays, Baxter International, le Boston Consulting Group, JCDecaux, Lenovo, l'Alliance Renault-Nissan, Orange, et Unilever.
Women for Education Award, créé en 2007 avec le magazine ELLE et la Fondation ELLE, honore chaque année une organisation non gouvernementale internationale travaillant à former les femmes dans les pays en développement.